# Санмартино, Джузеппе
Джузеппе Санмартино (итал. Giuseppe Sanmartino; 1720, Неаполь — 12 декабря 1793, Неаполь) — итальянский скульптор эпохи барокко. Работал в Неаполе.

## Биография
Джузеппе родился в Неаполе в 1720 году в семье Нунцианте, имя матери неизвестно, также отсутствуют сведения о жене и детях. Его обучение искусству скульпторы, вероятно, проходило в мастерской Маттео Боттильеро или у его брата Феличе.

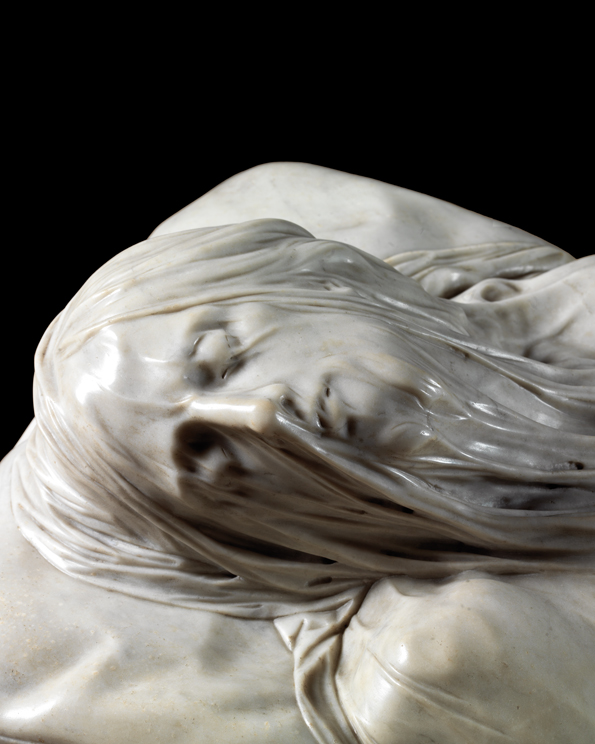
Лик «Христа под плащаницей». 1753. Мрамор. Капелла Сан-Северо, Неаполь

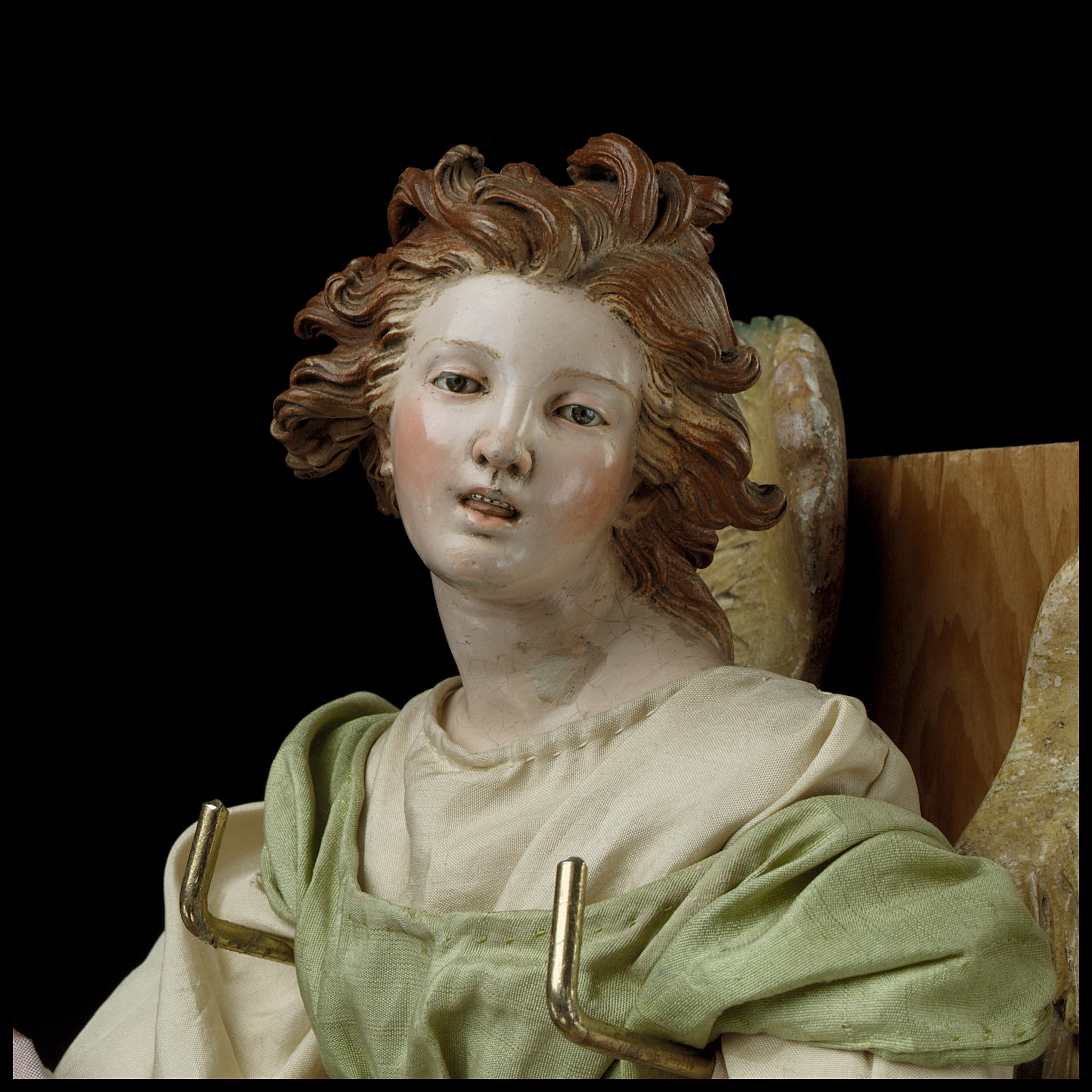
Ангел. Деталь рождественского вертепа. Терракота, дерево, роспись. Метрополитен-музей, Нью-Йорк

Первая датированная работа Джузеппе Санмартино — лежащая мраморная фигура «Христос под плащаницей» (в итальянском наименовании: «Христос под вуалью»; Il Cristo Velato, 1753), вначале заказанная скульптору Антонио Коррадини для капеллы Сан-Северо, построенной князем Раймондо де Сангро в Неаполе, который был и заказчиком скульптур, украшающих капеллу. Произведение Санмартино, выполненное по терракотовому боццетто (эскизу) Коррадини, вызвала восхищение прославленного скульптора Антонио Кановы, который, по его собственным словам, отдал бы десять лет жизни, чтобы стать автором такого произведения. Фигура мёртвого Христа выполнена под натуралистично трактованной тонкой тканью, настолько хорошо прорисованной, что кажется, будто она не вырезана из мрамора, а реальна. Виртуозная прозрачность «вуали сделана с таким искусством, что поражает самых опытных наблюдателей», сообщал сам Раймондо де Сангро.
Со временем это произведение породило легенду, согласно которой сам принц, известный своими сенсационными изобретениями и занятиями алхимией, якобы научил скульптора процедуре превращения кристаллов мрамора в ткань и обратно.
В 1757 году ставший знаменитым скульптор был вызван Джустино Нервини, ректором Чертозы-ди-Сан-Мартино, для украшения двух капелл: Вознесения Девы (Ассунты) и Сан-Мартино[24] с заказом «четырёх драпированных статуй и шестнадцати херувимов».
Другая известная работа Санмартино — алтарь неаполитанской церкви Сант’Агостино алла Дзекка (1761). Скульптор работал и в других неаполитанских храмах — церкви Благовещения, базилике Святой Клары, для собора Таранто в так называемой Капелле Сан-Катальдо, базилике Сан-Франческо-д’Ассизи, Сан-Филиппо Нери, Сан-Доменико, Санта-Тереза-д’Авила, Сан-Франческо-ди-Паола, Санта-Ирена, Сан-Джованни Гуальберто, главного алтаря церкви Сан-Лоренцо-ин-Сан-Северо и многих других. Он приобрёл известность и как создатель терракотовых фигурок для рождественских рождественских вертепов — популярного жанра неаполитанской скульптуры эпохи барокко, многие образцы которого хранятся в Чертозе-ди-Сан-Мартино в Неаполе. Санмартино принадлежит к той обширной категории неаполитанских скульпторов, которые не гнушались работать в этом скромном жанре, а также создавать мелкие скульптурные портреты простолюдинов и крестьян.
Санмартино выполнял множество заказов в Неаполе. В 1763 году он переехал в новый дом, где устроил мастерскую с множеством учеников и помощников.
Скульптор умер в Неаполе в возрасте семидесяти трёх лет 12 декабря 1793 года, и был похоронен в церкви Сан-Эфремо-Нуово.

## Галерея

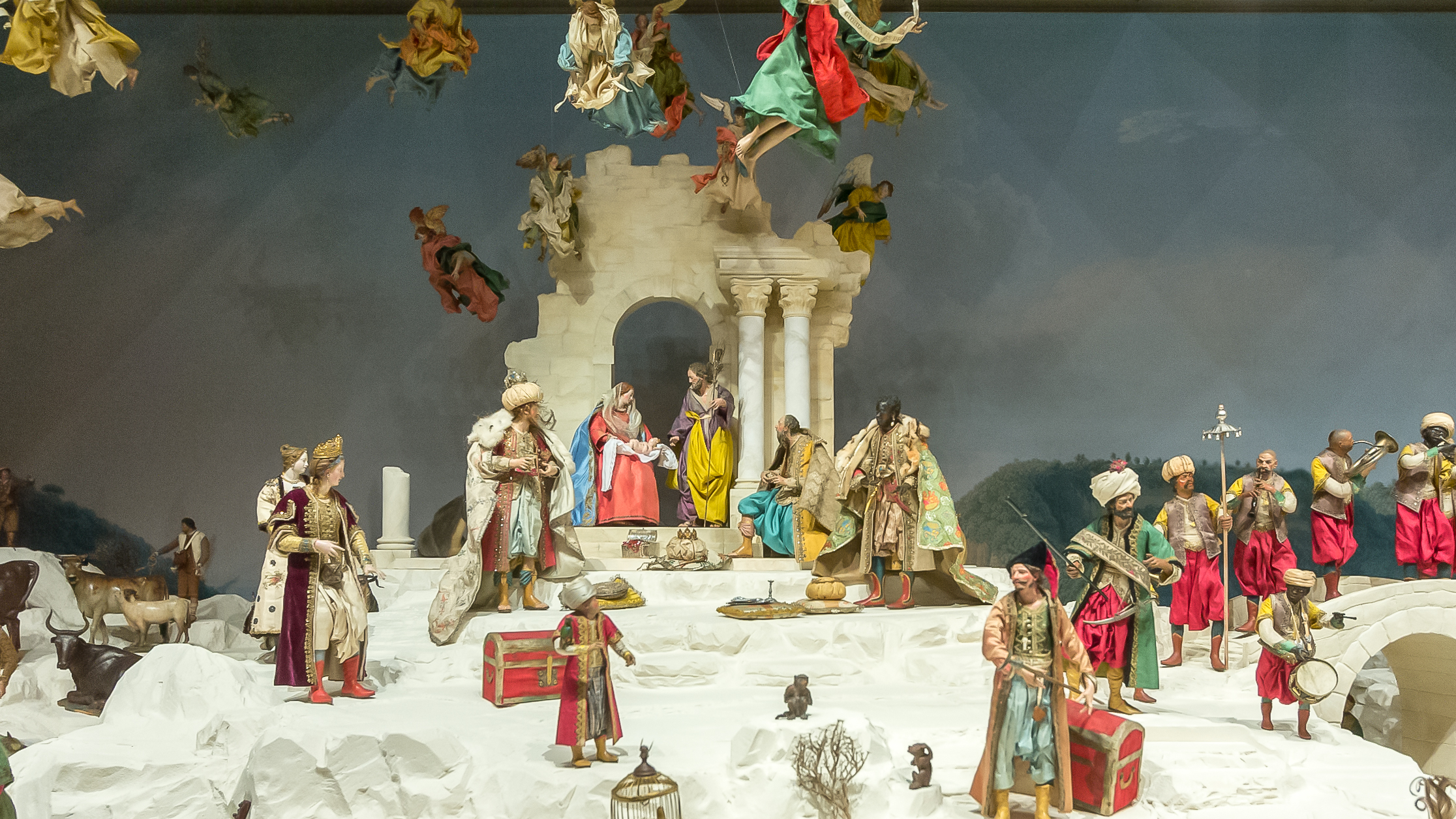
Дж. Санмартино и другие скульпторы. Рождественский вертеп. Деталь. Терракота, дерево, роспись. Епархиальный музей, Кёльн
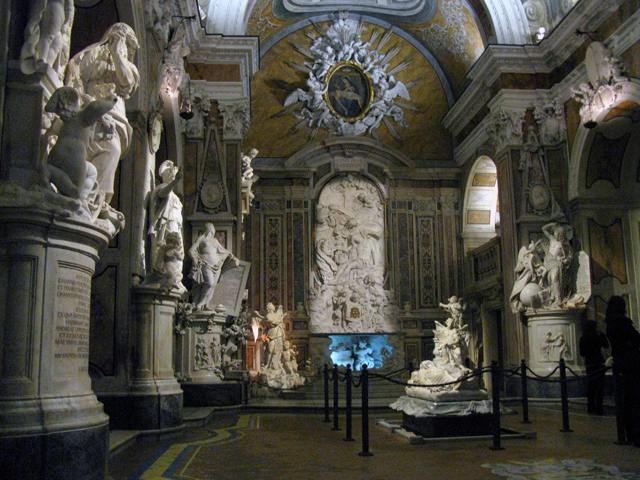
Капелла Сан-Северо. 1750-е гг. Неаполь
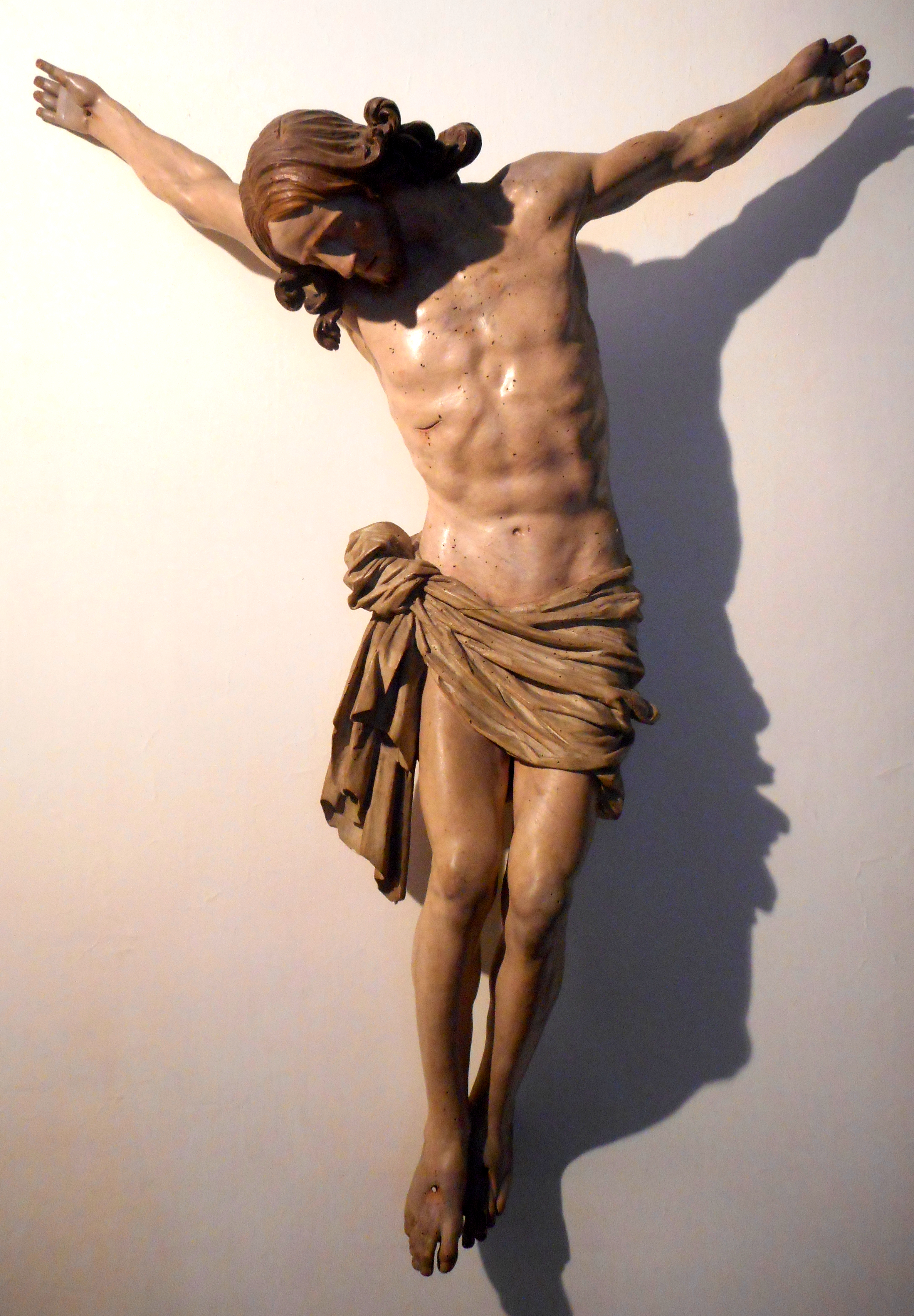
Распятие. Приписывается Дж. Санмартино. Дерево. Картинная галерея Джироламини, Неаполь
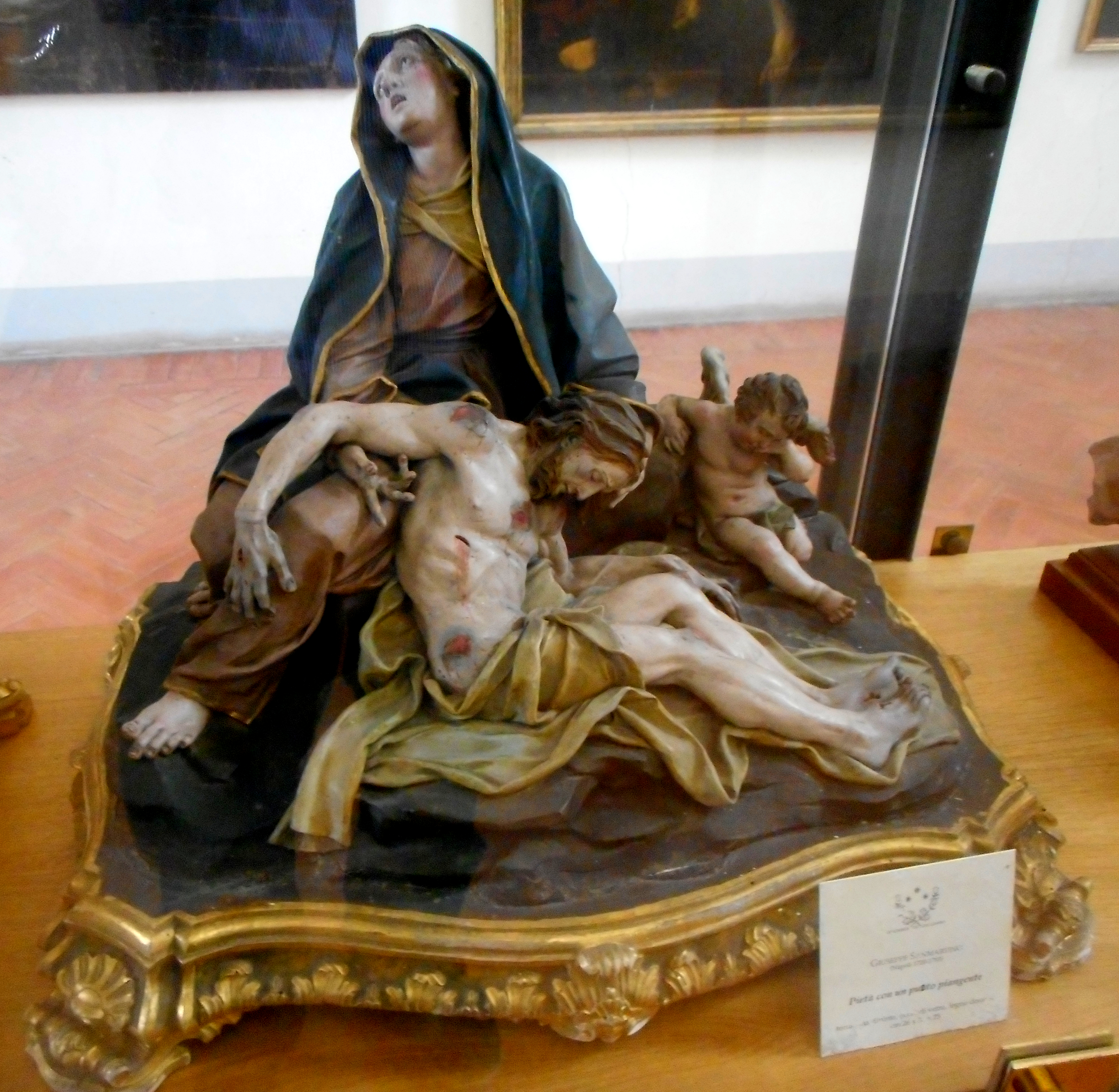
Пьета. Терракота, роспись. Картинная галерея Джироламини, Неаполь
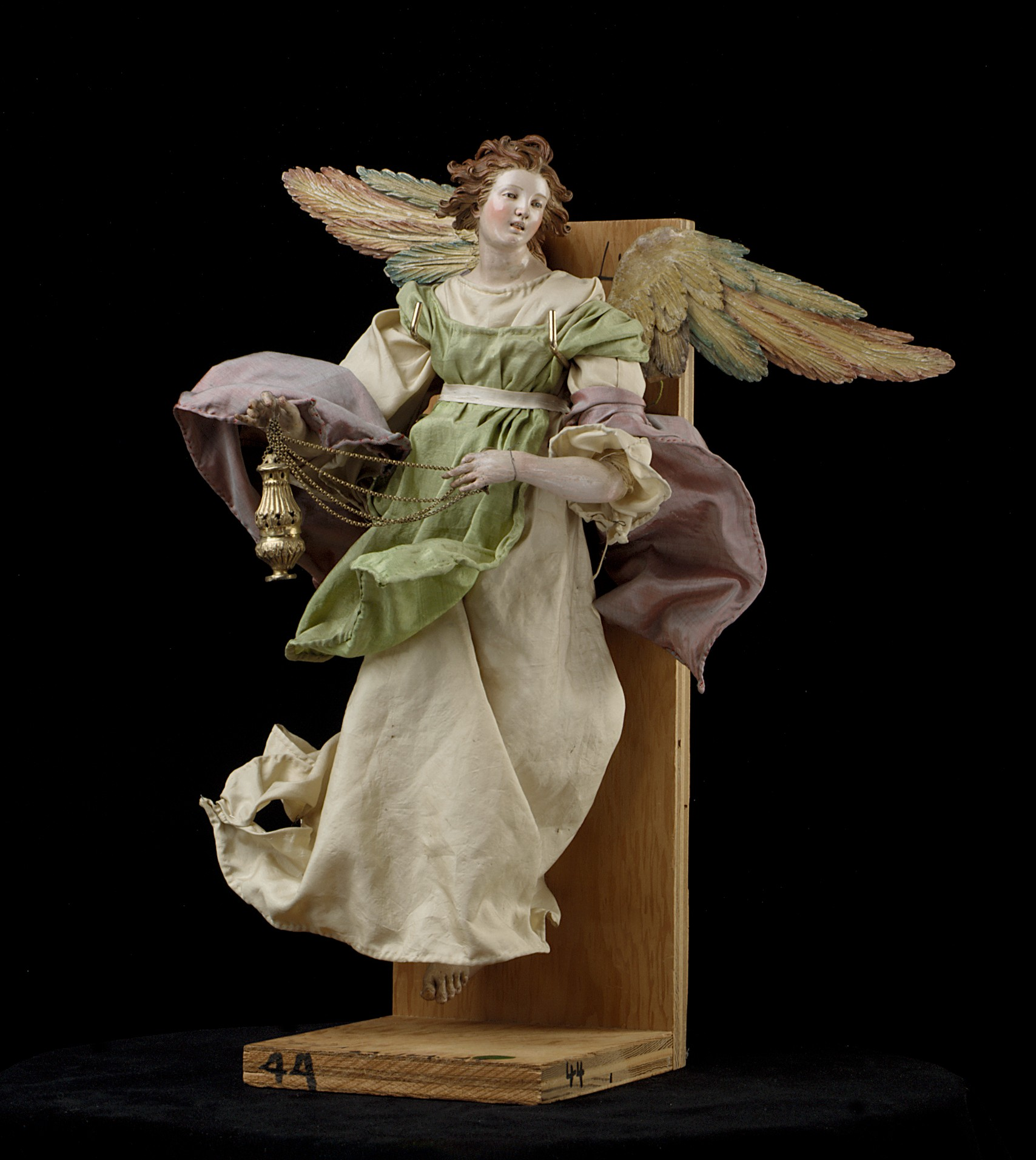
Ангел. Деталь рождественского вертепа. Терракота, дерево, роспись. Метрополитен-музей, Нью-Йорк
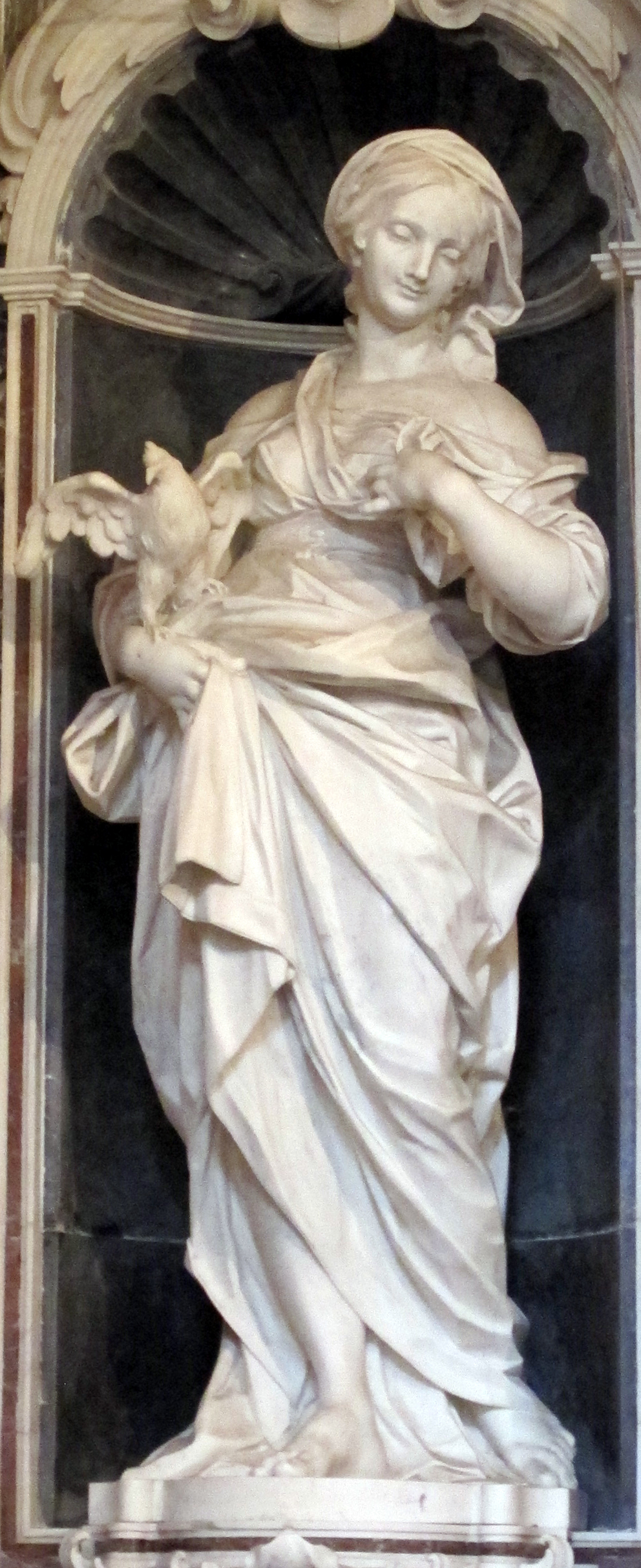
Аллегория девственности. 1757. Мрамор. Капелла Ассунта. Чертоза-ди-Сан-Мартино, Неаполь
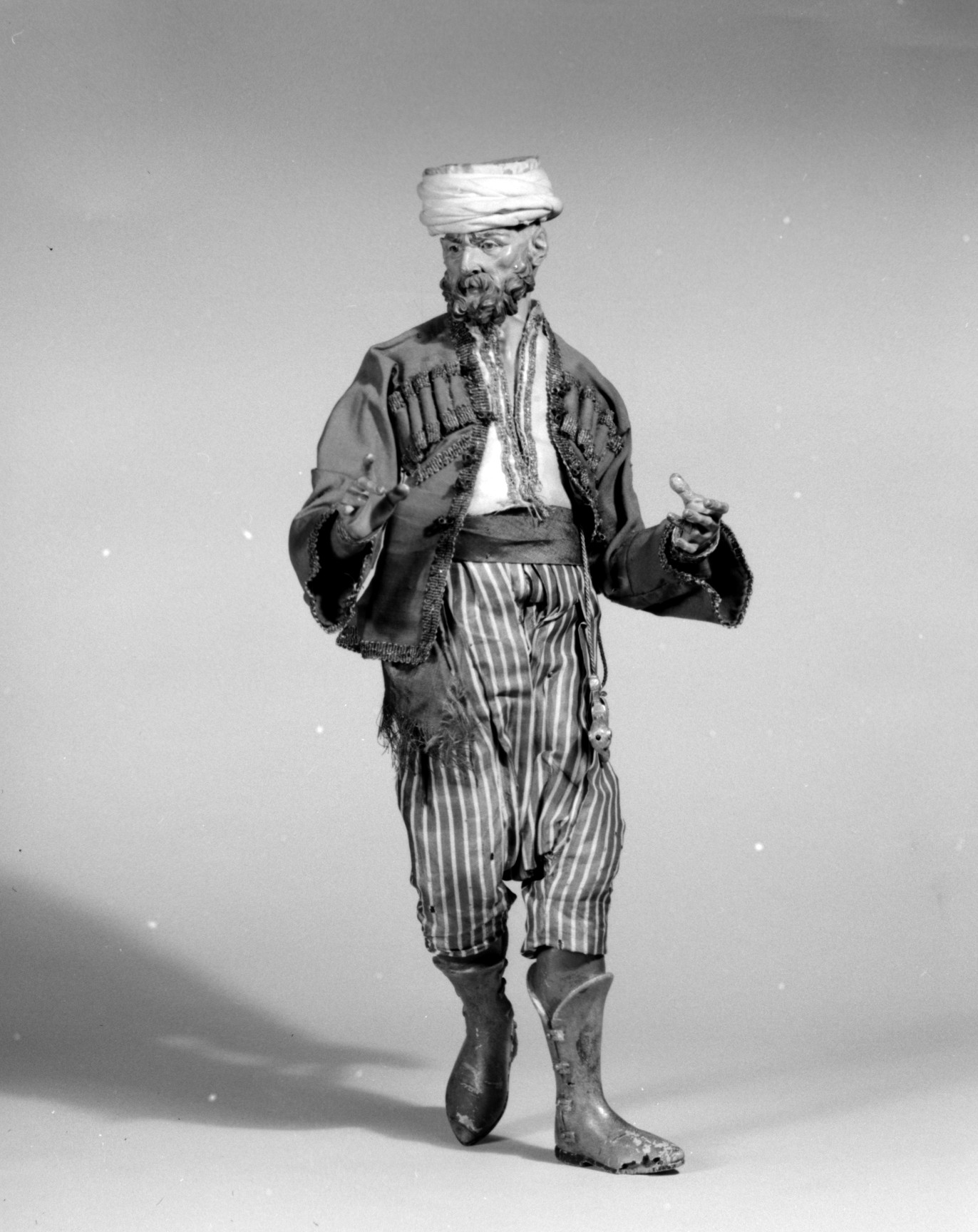
Слуга восточного царя. Терракота, роспись. Метрополитен-музей, Нью-Йорк
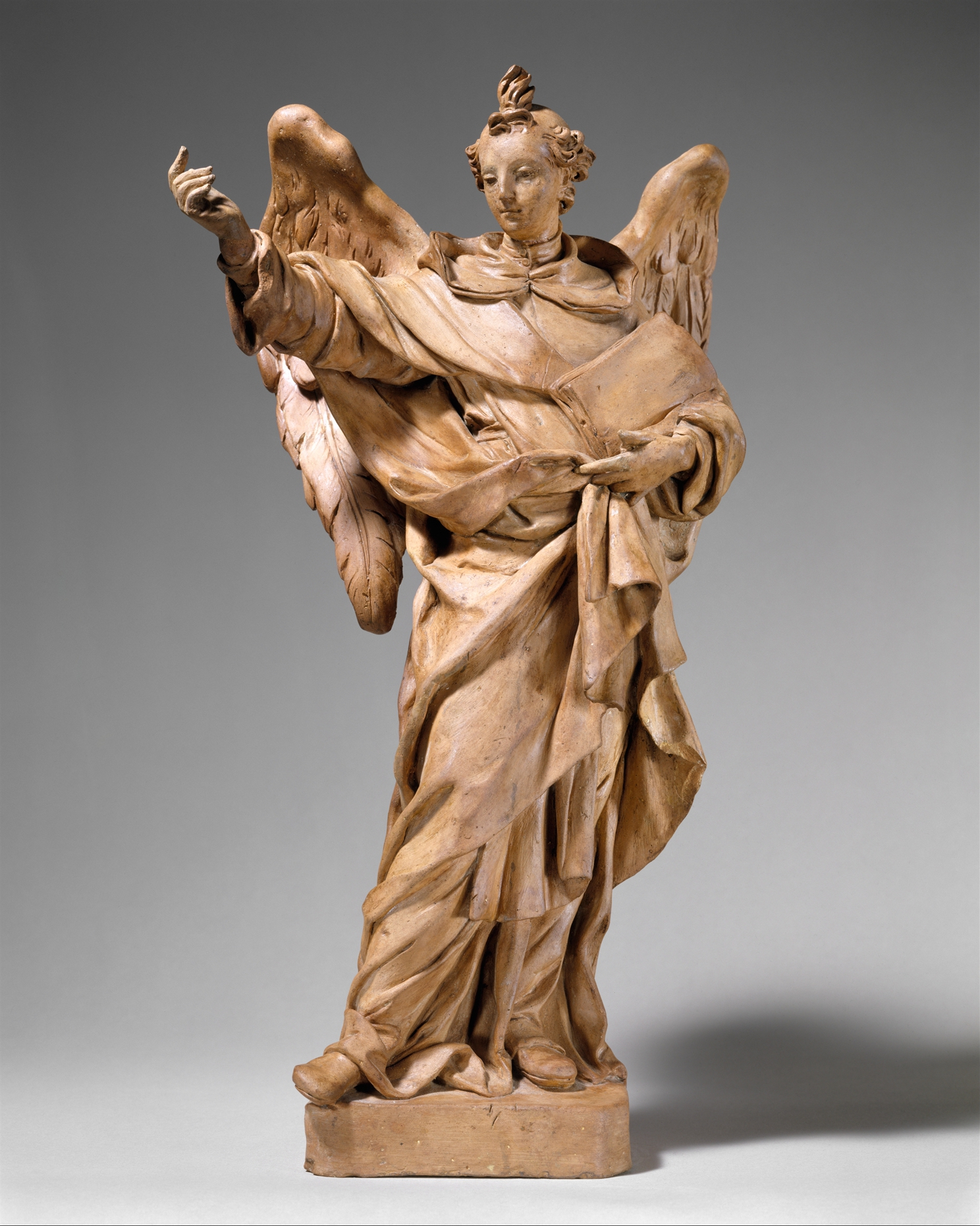
Святой Винсент Феррер. 1750. Боццетто. Терракота. Метрополитен-музей, Нью-Йорк